# Formula One 2000
Formula One 2000 — гоночная игра, основанная на одноимённом сезоне Формулы-1, является частью серии игр Formula One. Примечательно, что это единственная игра в серии, которая вышла на консоли, не принадлежащей к семейству Sony. На обложке игры изображены McLaren MP4/15 Мики Хаккинена и Jordan EJ10 Хайнца-Харальда Френтцена.
В игре представлено 17 Гран-при, которые были в реальности. Также был возвращён «аркадный» режим, который не появился в прошлой игре Formula One 99. Этот режим имеет нечто общее с играми серии Wipeout. Игрок начинает на наиболее лёгких трассах на слабых машинах, по мере продвижения открываются более сложные этапы и более хорошие машины. За победы в гонках можно разблокировать бонусные изображения.
Релиз Formula One 2000 состоялся 6 октября 2000 года на консоли PlayStation в Европе, чуть позже игра добралась до Game Boy Color, выход состоялся 18 декабря того же года.

## Оценки
| Сводный рейтинг | Сводный рейтинг |
| Агрегатор       | Оценка          |
| --------------- | --------------- |
| GameRankings    | 79 %            |